# Торндејл (Пенсилванија)
Торндејл (енгл. Thorndale) насељено је место без административног статуса у америчкој савезној држави Пенсилванија.

## Демографија
По попису из 2010. године број становника је 3.407, што је 154 (-4,3%) становника мање него 2000. године.
| Група             | 2000.         | 2010.         |
| Белци             | 2.874 (80,7%) | 2.803 (82,3%) |
| Афроамериканци    | 391 (11,0%)   | 303 (8,9%)    |
| Азијати           | 83 (2,3%)     | 106 (3,1%)    |
| Хиспаноамериканци | 154 (4,3%)    | 148 (4,3%)    |
| Укупно            | 3.561         | 3.407         |